# Plöckenstein
Der Plöckenstein (tschechisch Plechý) ist ein 1379 m ü. A. hoher Berg im Böhmerwald auf der Grenze zwischen Österreich und Tschechien. Sein Gipfel ist die höchste Erhebung im Böhmerwald beider Länder sowie der höchste Punkt des Mühlviertels und Südböhmens. Er ist bekannt durch die Erzählungen von Adalbert Stifter.

## Geographische Lage
Der Plöckenstein liegt zwischen der österreichischen Gemeinde Schwarzenberg im Süden und der tschechischen Gemeinde Nová Pec im Nordosten. Nordöstlich, etwas unterhalb des Gipfels, liegt in Tschechien mit dem Plöckensteiner See, der südlichste von acht Glazialseen des Böhmerwaldes; die nördliche Bergflanke ist Kernzone des tschechischen Nationalparks Šumava. Der österreichische Teil liegt innerhalb der 22.302 Hektar großen Important Bird Area Böhmerwald und Mühltal und mit Ausnahme der Ski-Anlagen innerhalb des 9350 Hektar großen Europaschutzgebiets Böhmerwald-Mühltäler. Am Berg entspringt der Jezerní potok (Seebach). Etwa sieben Kilometer nordöstlich erstreckt sich in Tschechien das Westende des Stausees von Lippen. Der Nordwaldkammweg führt über den Plöckenstein.

## Dreiländereck und Extrempunkte

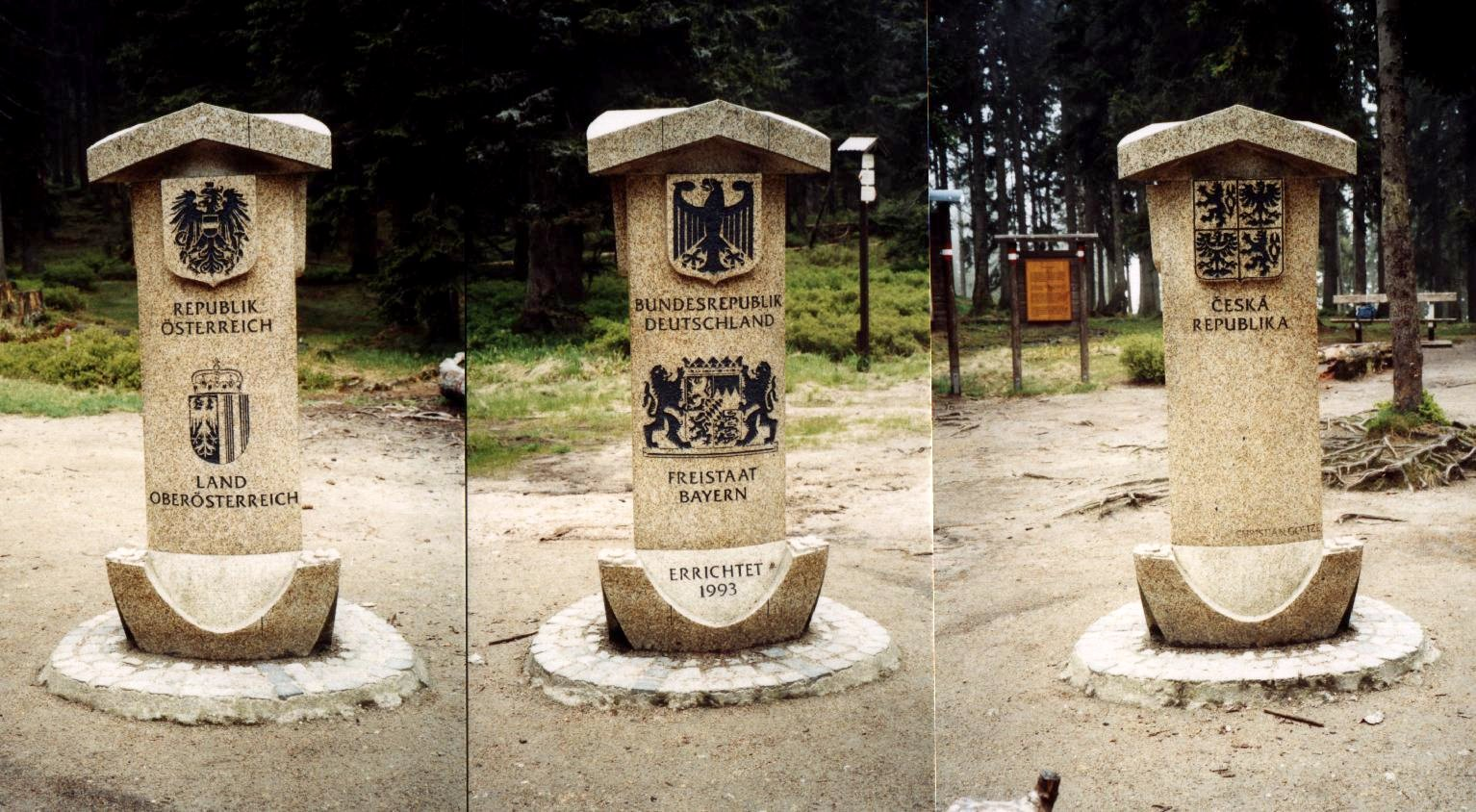
Dreiländereck Deutschland-Österreich-Tschechien

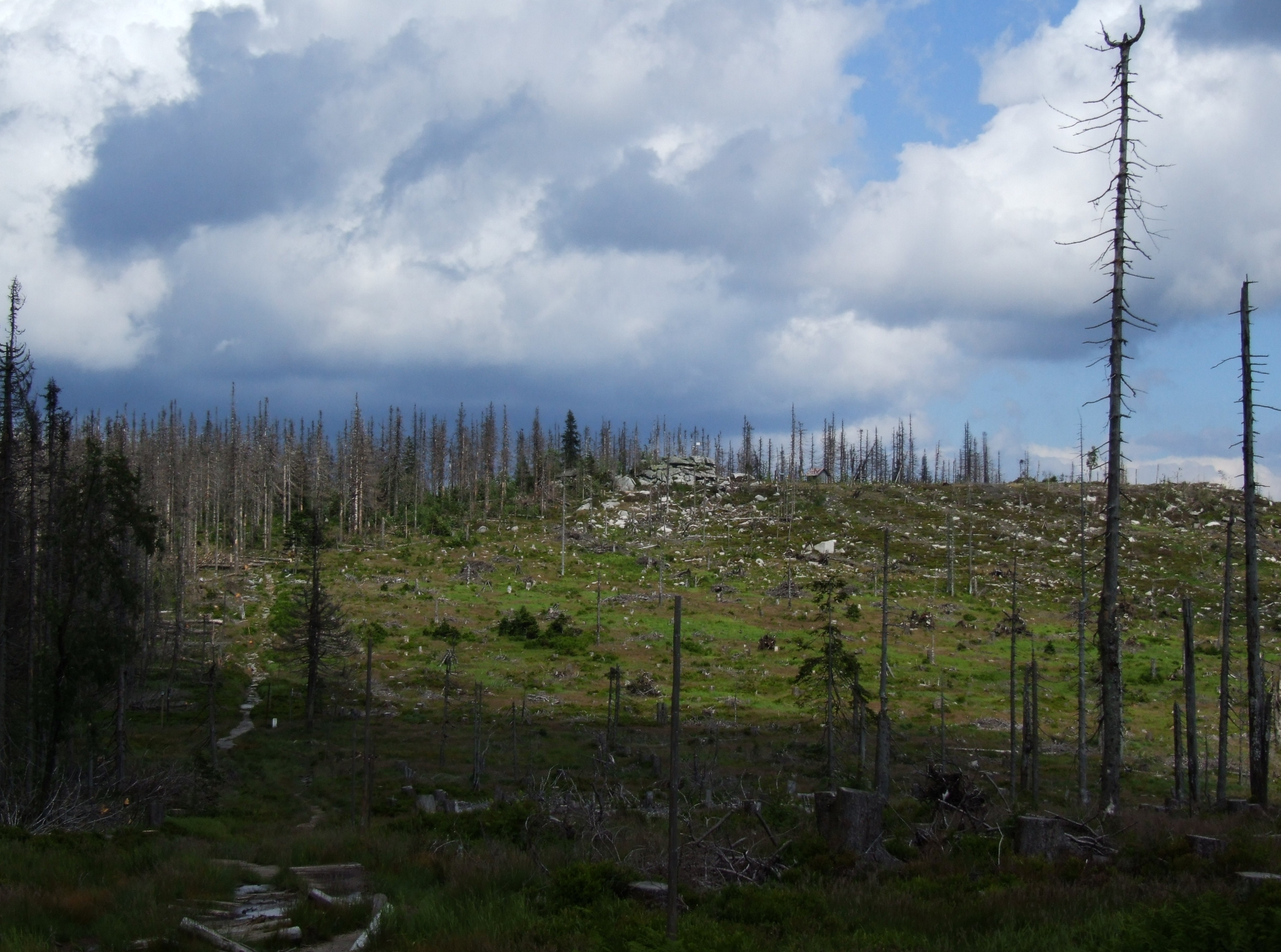
Plöckenstein im Juni 2011

Der Plöckenstein liegt etwa 1,3 km östlich des Dreiländerecks Deutschland-Österreich-Tschechien. Dort haben die Grenze zwischen Deutschland und Tschechien, die Grenze zwischen Deutschland und Österreich und die Grenze zwischen Österreich und Tschechien einen gemeinsamen Punkt.
Das Dreiländereck befindet sich etwas östlich des 1365 m ü. NHN hohen Bayerischen Plöckensteins. Das Gebiet des Dreiländerecks wird auch Dreiecksmark (Trojmezí) genannt und ist ein 1321 m ü. NHN hoch gelegener Bergsattel, der beide „Plöckensteine“ miteinander verbindet.
Außerdem liegt knapp westlich des Plöckensteins der nördlichste Punkt Oberösterreichs und etwa 500 m südlich der östlichste Punkt Bayerns.

## Natur und Sehenswürdigkeiten
Während des Kalten Kriegs war das Grenzgebiet des Böhmerwaldes für die osteuropäischen Bürger unerreichbar; dort verlief der Eiserne Vorhang. Die am 10. Dezember 1989 unter Marián Čalfa angetretene neue Regierung ließ noch im Dezember 1989 die Grenzbefestigungen der CSSR zum Westen abbauen (siehe auch Samtene Revolution).
Auf den Mittelhängen des Plöckensteins wachsen bodensaure Fichten-Tannen-Buchenwälder und auf seinen höchsten Lagen Hochlagen-Fichtenwälder.
Zu den Sehenswürdigkeiten bzw. Ausflugszielen in der Umgebung des Plöckensteins gehören (alphabetisch sortiert):
- Adalbert-Stifter-Denkmal (1311 m n.m.; Tschechien) – Auf einem Felswandvorsprung über dem Plöckensteinsee wurde von 1876 bis 1877 ein 14,5 m hoher Obelisk zum Andenken an Adalbert Stifter („Dichter des Böhmerwaldes“) erbaut.
- Dreisesselberg (1333 m ü. NHN; Deutschland) – Von den zu kissenartigen Formen verwitterten Granitfelsen dieses Berges reicht der Blick an klaren Tagen bis zu den Alpen.
- Plöckensteinsee (1090 m n.m.; Tschechien) – Dieser etwa 7,48 ha große Bergsee befindet sich unterhalb des Plöckensteins.
- Schwarzenbergscher Schwemmkanal (Österreich-Tschechien) – Dies ist ein künstlich angelegter Kanal, der die Wasserscheide zwischen Moldau und Donau überwindet.
- Stausee von Lipno (auch Moldaustausee genannt; 725,6 m n.m.; Tschechien) – Der Stausee ist etwa 48 km lang, hat 48,7 km² Fläche und 309,5 Mio. m³ Speicherraum.
- Steinernes Meer am Bayerischen Plöckenstein (1365 m ü. NHN; Deutschland) – Felslandschaft auf der Südflanke des deutsch-tschechischen Grenzberges
- Teufelsschüssel (1108 m ü. A.; Österreich) – Granitblockformation etwas östlich der deutsch-österreichischen Grenze